# Műegyetemi Rádió Club
A Műegyetemi Rádió Club (MRC) célja, hogy az ifjú mérnökhallgatókra és a végzett mérnökökre támaszkodva a rádióamatőrök technikai fejlődését elősegítse, új lehetőségek után kutasson, illetve új megoldásokat fejlesszen ki. Ennek során a mérnökhallgató sok-sok elméleti és gyakorlati ismeretre tesz szert.
A rádióamatőr a rádióamatőr szolgálatok munkájában csak személyes érdeklődésből, anyagi érdek nélkül vesz részt, tevékenysége az önképzésre, műszaki fejlődésre és a szakmai információcserére irányul. Továbbá megfelel a rádióamatőr tevékenység folytatásához szükséges követelményeknek.

## A rádióklub tagsága
A rádióklub kizárólag a Budapesti Műszaki Egyetem hallgatóira és az ott végzett mérnökökre alapoz. Az alapszabály szerint tagjai is csak a Budapesti Műszaki Egyetem hallgatói illetve már végzett mérnökei lehetnek.
Óriási előny, hogy általában az ifjak a Schönherz Zoltán Kollégiumi Rádióamatőr Klubban (HA5KFU) megismerkednek a rádiófrekvenciás alapokkal, majd alapvető gyakorlati ismerettel kerülnek át általában az MRC-be. Így sokkal könnyebb a továbbképzésük, illetve rutinosabban állnak a berendezésekhez. A klub igen érdekes, alapjában véve rádióamatőr célzatú önállólabor témákra is lehetőséget biztosít a diákoknak. Sok diplomamunka is ezen önállólabor feladatok folytatásaként születik.
Azok a rádióamatőrök, akik az egyetem befejezése után is szeretnének ténykedni itt, szintén sok érdekes műszaki kihívással találhatják szembe magukat. Jó esetben elmondható, hogy a technikai kihívások megoldásában közösen vesznek részt a mérnökhallgatókkal.

## A rádióklub története
A Műegyetemi Rádió Club-ot 1924. május 20-án alapították.
Megalapítása akkoriban kettős célt szolgált. Egyrészt a rádióamatőr tevékenységén keresztül önképzési lehetőséget biztosított, másrészt gyakorlati eszközökkel segíteni tudta az egyetemi oktatást. Vezetői az egyetem oktatói közül kerültek ki, míg tagsága – a hallgatókon kívül – nyitott volt az egyetemhez nem tartozó személyek számára is.
Az 1920-30-as években a hazai híradástechnika fejlődésével egyidőben az MRC rádió adóvevők és hangfrekvenciás eszközök fejlesztésébe kezdett, és ezzel kapcsolatosan a publikációs tevékenység is jelentőssé vált.
Az 1956-os forradalom idején biztosított hírközlési támogatása miatt a Club működését betiltották.
1975-ben megváltozott névvel – Budapesti Műszaki Egyetem KISZ-MHSZ Rádióklubja – és a műholdakhoz kapcsolódó fő profillal indult újra a teljes rádióamatőr aktivitást magába foglaló tevékenység.
Az 1980-as években kapcsolatba kerültek az AMSAT világméretű szervezet európai ágával, aminek a hatására fedélzeti berendezések készítésébe fogtak, melyek több műholdon is eredményesen működtek.
A rendszerváltást követően 1990-ben visszakapták eredeti nevüket, és újra MRC néven folytatták tevékenységüket.
2006-ban egyetemi hallgatók kezdeményezésére elindult az első hazai műhold, a MASAT-1 fejlesztése, melyet 2012-ben sikerült pályára állítani. A Clubra támaszkodva, a Műegyetem hallgatói és oktatói 2012 óta már öt kisműholdat építettek, köztük a világ első és legkisebb működő műholdját, az 5x5x5 cm-es SMOG-P-t.
2023-ban pedig a BME Szélessávú Hírközlés és Villamosságtan Tanszék oktatói, kutatói és hallgatói hároméves közös munkájának eredményeként elkészült a SMOG sorozat legnagyobb darabja, az ötödik, minden eddiginél bonyolultabb műegyetemi műhold is.
Az MRC-100, melynek nevét a Club és a jelentős évforduló előtti tisztelgés adata, pályára állása óta kifogástalanul működik, és szolgáltatja az adatokat. A műholdak vezérlését, adatainak vételét a Műegyetemen elsődlegesen az E épület tetején található rádióállomás biztosítja.
Saját eredményein túl több hazai és nemzetközi projektben is kamatoztathatta tudását és tapasztalatát az MRC folyamatosan megújuló csapata. Például a 2022 januárjában Föld körüli pályára álló SanoSat-1 nevű nepáli piko-műhold kifejlesztésében is aktívan részt vettek a BME VIK szakemberei.
Gschwindt András, a BME Villamosmérnöki és Informatikai Kar (VIK) Szélessávú Hírközlés és Villamosságtan Tanszék címzetes egyetemi docense, a műholdprojektek egyik szakmai vezetője, 1970-ben állt a Műegyetem Űrkutató Csoportjának élére. Az űrkutatás hazai fejlesztésében betöltött több évtizedes kiemelkedő munkájáért 2019-ben Gábor Dénes Életműdíjat kapott, a kisműholdak fejlesztésének terén elért eredményeiért 2021-ben neki ítélték a Magyar Érdemrend középkereszt polgári tagozta kitüntetést, illetve pár nappal ezelőtt a Távközlés Napja alkalmából rendezett éves konferencián az NMHH Magyari Endre-díj elismerésében részesült.
A négy magyar űrhajósjelölt
- Cserényi Gyula
- Kapu Tibor
- Schlégl Ádám
- Szakály András

rádiókommunikációs kiképzésében és a rádióamatőr vizsgára történő felkészítésében az MRC munkatársai is részt vettek. Az űrhajósjelölteket Charaf Hassan, a BME Villamosmérnöki és Informatikai Karának dékánja, valamint Gschwindt András és Dudás Levente, a műholdprojektek szakmai vezetői fogadták.

## A rádióklub irányvonalai[5]
Helyileg a klub az egykori Mikrohullámú Hiradástechnika Tanszéken, mai nevén Széles sávú Hírközlés működik, szorosan összefonódva az Űrkutató csoporttal. A fejlesztési irányokra ez utóbbi igen nagy hatással volt és van jelenleg is.
- Műholdkommunikáció
- Távkezelt rádióállomás
- Digitális jelfeldolgozás
- Világűrbe szánt áramkörök

## A rádióklub jelenlegi felszereltsége és egyetemi lehetőségei
- T2FD típusú rövidhullámú antenna (vételi irány: kelet–nyugat)
- 2 méter és 70 cm hullámsávokra távvezérelhető 3D forgatóra felszerelt műholdkövető antenna.
- Rövidhullámú és ultrarövidhullámú rádió adó-vevők
- Mikrohullámú konverterek, néhány parabolaantenna a tetőn
- Meteorológiai műholdvevő állomás + mikrohullámú antenna (összerakva)
- Speciális, távvezérelhető mérővevő (Rohde&Schwarz)
- Rádiófrekvenciás jelgenerátorok, analóg és digitális jelanalizátorok
- Néhány asztali számítógép – fejlesztéshez, oktatáshoz
- Néhány vezérlő számítógép – rádióvezérléshez és automatikus antennaforgatáshoz
- Elektromechanikai kivitelező üzem – korlátozott használatra
- NYÁK-gyártó üzem – korlátozott használatra

## Érdekes fejlesztési munkák
- Fónia átjátszóállomások készítése, összekapcsolása TCP/IP hálózaton
- Rádióamatőr csomagrádió hálózattal kapcsolatos kísérletek, fejlesztések
- Energiaellátó központ műholdakba, űrszondákba
- Meteorológiai műholdvevő áramkörök
- Távkezelt rádiófrekvenciás mérőállomások
- Digital Radio Mondiale móddal folytatott kísérletek. A DRM az AM műsorszórás leváltására hivatott digitális műsorszórási eljárás.
- Digitális demodulátorok fejlesztése

## Oktatás, vizsgafelkészítő tanfolyamok, rendezvények[5]
A klub alaptevékenysége folytán leginkább az alábbi célokat valósítja meg:
- a villamosmérnök-hallgatók továbbképzése rádiófrekvenciás gyakorlati és konstruktőri irányban
- a villamosmérnök-hallgatók konstruktőri tevékenysége igen gyakran diplomamunkává érik az évek alatt
- rádióamatőrök szakmai továbbképzése, ez a célja az általa évente rendezett Műegyetemi szakmai napnak is.